# Wasilij Andrianow (generał)
Wasilij Iwanowicz Andrianow (ros. Васи́лий Ива́нович Андриа́нов, ur. 13 sierpnia 1920 we wsi Iwanisowo w guberni twerskiej, zm. 7 maja 1999 w Moskwie) – radziecki dowódca wojskowy, generał major lotnictwa, dwukrotny Bohater Związku Radzieckiego (1944 i 1945).

## Życiorys
W 1939 ukończył technikum w Smoleńsku, od lipca 1940 służył w Armii Czerwonej, we wrześniu 1940 skończył szkołę młodszych specjalistów lotniczych Leningradzkiego Okręgu Wojskowego, we wrześniu 1941 2 Moskiewską Wojskową Szkołę Mechaników Lotniczych, a w kwietniu 1943 Mołotowską Wojskową Szkołę Lotników. Od kwietnia do czerwca 1943 był lotnikiem 10 zapasowego pułku lotniczego w Uralskim Okręgu Wojskowym w Kamience, od czerwca 1943 do maja 1945 brał udział w wojnie z Niemcami kolejno jako lotnik, starszy lotnik, dowódca klucza i dowódca eskadry, w lipcu-czerwcu 1943 walczył na Froncie Woroneskim, od lipca do października 1943 Froncie Stepowym, od października 1943 do lipca 1944 2 Ukraińskim, a od lipca 1944 do maja 1945 1 Ukraińskim. Uczestniczył w bitwie pod Kurskiem, operacji biełgorodzko-charkowskiej, operacji połtawsko-krzemieńczuckiej, bitwie o Dniepr, operacji kirowohradzkiej, korsuń-szewczenkowskiej, humańsko-botoszańskiej, jassko-kiszyniowskiej, lwowsko-sandomierskiej, górnośląskiej, dolnośląskiej, berlińskiej i praskiej. Podczas wojny wykonał 180 lotów bojowych na samolocie Ił-2, strącił osobiście 2, a w grupie 3 samoloty wroga. Po wojnie dowodził eskadrą w Centralnej Grupie Wojsk, w 1950 ukończył Akademię Wojskowo-Powietrzną w Monino, 1950–1953 dowodził pułkiem lotniczym w Estonii, 1953–1955 był adiunktem katedry taktyki lotnictwa szturmowego Akademii Wojskowo-Powietrznej, a 1955–1956 inspektorem inspekcji lotnictwa szturmowego Głównej Inspekcji Ministerstwa Obrony ZSRR. Następnie był zastępcą dowódcy, a 1958–1959 I zastępcą dowódcy 172 Dywizji Bombowców w Północnej Grupie Wojsk w Polsce, w 1961 ukończył Wojskową Akademię Sztabu Generalnego i został szefem sztabu 289 Lotniczej Dywizji Bombowców w Łucku, 1963–1964 był zastępcą szefa sztabu 57 Armii Powietrznej we Lwowie. W latach 1964–1966 był szefem sztabu charkowskiej wyższej szkoły pilotów, 1966–1969 starszym wykładowcą w Akademii Wojskowej im. Frunzego, a 1969-1981 Wojskowej Akademii Sztabu Generalnego, w grudniu 1981 przeszedł do rezerwy. Został pochowany na Cmentarzu Trojekurowskim.

## Awanse
- młodszy porucznik (17 kwietnia 1943)
- porucznik (24 kwietnia 1944)
- starszy porucznik (25 września 1944)
- kapitan (4 kwietnia 1945)
- major (6 maja 1949)
- podpułkownik (9 stycznia 1952)
- pułkownik (30 kwietnia 1957)
- generał major lotnictwa (8 listopada 1971)

## Odznaczenia
- Złota Gwiazda Bohatera Związku Radzieckiego (dwukrotnie - 1 lipca 1944 i 27 czerwca 1945)
- Order Lenina (1 lipca 1944)
- Order Czerwonego Sztandaru (trzykrotnie - 11 października 1943, 17 lipca 1944 i 25 kwietnia 1945)
- Order Aleksandra Newskiego (22 lutego 1945)
- Order Wojny Ojczyźnianej I klasy (dwukrotnie - 31 sierpnia 1943 i 11 marca 1985)
- Order Czerwonej Gwiazdy (30 grudnia 1956)
- Order Za Służbę Ojczyźnie w Siłach Zbrojnych ZSRR III klasy (30 kwietnia 1975)
- Order Sławy III klasy (28 grudnia 1943)
- Medal „Za zasługi bojowe” (15 listopada 1950)
- Medal jubileuszowy „W upamiętnieniu 100-lecia urodzin Władimira Iljicza Lenina”

I inne.